# Тшебово
Тшебово (пол. Trzebowo) — село в Польщі, у гміні Барухово Влоцлавського повіту Куявсько-Поморського воєводства.
Населення — 37 осіб (2011).
У 1975-1998 роках село належало до Влоцлавського воєводства.

## Демографія
Демографічна структура станом на 31 березня 2011 року:
|          | Загалом | Допрацездатний вік | Працездатний вік | Постпрацездатний вік |
| -------- | ------- | ------------------ | ---------------- | -------------------- |
| Чоловіки | 20      | 0                  | 14               | 6                    |
| Жінки    | 17      | 4                  | 6                | 7                    |
| Разом    | 37      | 4                  | 20               | 13                   |